# Jens Christian Mortensen
Jens Christian Mortensen (30. november 1900 – 25. april 1976) var en dansk fabrikant og stifter af flere selskaber, herunder MH Stålmøbler A/S. Jens Christian Mortensen opfandt og opnåede patent i Danmark på teleskopklapstolen.
Jens Christian Mortensen var gift med Agnes Mortensen, og sammen havde de 3 børn Poul Mortensen, Jytte Clausten og Birgit Jensen. Poul Mortensen og Jytte Clausten arbejdede begge i deres fars virksomheder.